# Krimpen aan den IJssel
Krimpen aan den IJssel es un municipio neerlandés situado en la provincia de Holanda Meridional.
En 2016 tiene 29 045 habitantes.
Se ubica en la periferia oriental de Róterdam, en la entrada al área metropolitana desde la carretera N210 que lleva a Utrecht. Junto a la localidad se ubica la desembocadura del Hollandsche IJssel en el Nieuwe Maas.